# Alexandre Kess
Alexandre Kess, né le 8 août 2003, est un coureur cycliste luxembourgeois.

## Biographie
Alexandre Kess est formé dans un club cycliste de Kayl. En 2021, il se classe deuxième du contre-la-montre et quatrième de la course en ligne aux championnats du Luxembourg juniors. La même année, il se fait remarquer au niveau international en finissant dixième de la Ronde des Vallées. Il représente également son pays aux championnats d'Europe et aux championnats du monde juniors. Après ses performances, il intègre la nouvelle équipe continentale Geofco Doltcini Matériel-vélo.com en 2022.
En 2023, il termine troisième du championnat du Luxembourg sur route parmi les élites. Sur le Tour de Guadeloupe, il s'impose en solitaire sur une étape de montagne,. Il porte durant deux jours le maillot de leader, mais termine finalement septième et meilleur jeune au classement final. 
Lors de la saison 2024, il monte de nouveau sur le podium des championnats du Luxembourg, chez les élites et les espoirs. Avec la sélection nationale luxembourgeoise, il se classe neuvième d'une étape de la Course de la Paix espoirs. Il participe également au Tour de Luxembourg, où il s'échappe à plusieurs reprises.

## Palmarès et résultats

### Palmarès par année
- 2019
  - 2e du championnat du Luxembourg sur route débutants
- 2021
  - 2e du championnat du Luxembourg du contre-la-montre juniors
- 2023
  - 3e étape du Tour de la Guadeloupe
  - 3e du championnat du Luxembourg sur route
- 2024
  - 3e du championnat du Luxembourg sur route espoirs
  - 3e du championnat du Luxembourg sur route
- 2025
  - 2e du Tour de Bretagne
  - 2e du Rad am Ring
  - 3e du championnat du Luxembourg sur route
  - 3e du championnat du Luxembourg du contre-la-montre

### Classements mondiaux
| Année                                 | 2022 | 2023  | 2024 |
| ------------------------------------- | ---- | ----- | ---- |
| Classement mondial                    | 866e | 1676e | 875e |
| UCI Europe Tour                       | 648e | 1090e | nc   |
|                                       |      |       |      |
| Légende : nc = non classéSource : UCI |      |       |      |